# А-2
А-2 — навчальний планер розроблений Олегом Антоновим.

## Конструкція
У 1936-1937 роках в ОКБ Олега Антонова були створені двомісні варіанти навчального планера УС-4 УС-5 і УС-6. УС-6 послужив прототипом планера А-2, який здійснив свій перший політ у 1942 році.
Планер — підкісний високоплан з крилом трапецієподібної форми в плані і заокругленими закінцівками, з відкритою двомісною кабіною і хвостовою балкою, розчаленим сталевим дротом. На планері були відсутні інтерцептори та закрилки.
Планер призначений для початкового навчання. Запуск проводився за допомогою лебідки або буксируванням за літаком. Планер мав 2-місну гондолу, подвійне управління, крило великого розмаху, збільшений кермо напряму, аеронавігаційні прилади. Виготовлявся з авіаційної сосни і фанери, мав полотняну обшивку крила та оперення.
Для посадки використовувалася окована листовою сталлю лижа. У зимовий час її знімали та ставили зимову лижу. Оскільки відсутність колісного шасі ускладнювало експлуатацію планера, з 1954 року на планер стали встановлювати посадкове колесо.
Конструкція А-2 вийшла дешевою, простою, технологічною, живучою і не пред'являла особливих вимог до експлуатації.
За час тривалої експлуатації А-2 піддавався багатьом удосконаленням, в результаті яких вага порожнього планера піднялася з 136 до 160 кг.
Недоліки планера пов'язані з методикою навчання планеристів, прийнятою в роки Великої Вітчизняної війни. Тоді для майбутніх пілотів намагалися створити обстановку, близьку до польотів на бойових машин. Інструктор, який сидів на задньому місці, мав поганий огляд передньої півсфери. На планері були відсутні місця для парашутів, управління елеронами було тугим.
Проте, за всіх своїх недоліків, планер непогано літав. 2 вересня 1954 року А. Н. Щербак пролетів 285 км, встановивши тим самим два всесоюзних рекорди: дальності і тривалості ширяння (6 годин 50 хвилин) в термічних потоках за класом легких планерів, і виконав норматив майстра спорту.

## Льотні характеристики
- Розмах крила — 13,05 м;

- Довжина — 6,23 м;

- Висота — 2,00 м;

- Відносне подовження — 10,55;

- Площа крила — 16,13 м²;

Маса:
- порожнього — 160 кг;

- польотна — 320 кг;

- Максимальна швидкість — 130 км / год;

- Максимальна аеродинамічна якість — 13,5;

- Швидкість МАК — 70 км / год;

- Мінімальне зниження — 1,20 м / с;

- Швидкість мінімального зниження — 55 м / с;

- Посадкова швидкість — 50 км / год;

- Екіпаж — 2 особи.